# Jean Behra
Jean Marie Behra (Nice, 16 de fevereiro de 1921 – Berlim, 1 de agosto de 1959) foi um automobilista francês, que competiu na Fórmula 1 de 1952 a 1959.

## Carreira nas pistas

### Início
Jean Behra começou sua carreira nas motos com uma Moto Guzzi, com a qual sagrou-se campeão francês de 1948 a 1951.
Estreou no automobilismo em 1950, disputando uma prova de subida de montanha em Mont Ventoux ao volante de uma Maserati, em que obteve o primeiro lugar. Após essa experiência, disputou outras provas durante o ano, entre as quais o Rali de Monte Carlo, que terminou em 3º lugar a bordo de um Simca, e as 24 Horas de Le Mans, com um Simca Gordini, que abandonou.
No fim do ano foi procurado por Amédée Gordini, que o convidou para integrar sua equipe em 1951, ao lado dos mais renomados pilotos franceses da época, como Maurice Trintignant, Robert Manzon e Andrè Simon. Nesse ano, com um fórmula 2, obteve o segundo lugar no Grand Prix des Sables-d'Olonne, fazendo ainda a volta mais rápida, e o terceiro lugar no Grand Prix de Cadours.
Existe uma controvérsia sobre uma eventual participação do francês no Grande Prêmio da Itália de 1951, em Monza; segundo o jornalista especializado suíço, Gérard Crombac, Behra teria substituído Trintignant, que no dia da corrida teria sofrido um desarranjo intestinal, embora sem ter sido inscrito junto à organização da prova. Precisamente por conta da inexistência de registros específicos sobre o fato, esse grande prêmio não é computado em sua carreira na F1.

### 1952-1955
Em 1952, Behra finalmente estreou no Campeonato Mundial de Fórmula 1, com um Gordini, somente dois anos após seu início no automobilismo; em sua primeira corrida, o Grande Prêmio da Suíça, obteve o 3º lugar. A pouca confiabilidade mecânica do carro, contudo, impediu-o de obter outras colocações de destaque, restando-lhe apenas um 5º lugar no Grande Prêmio da Alemanha, em Nurburgring. Na Fórmula 2, venceu em Reims, batendo as Ferrari de Alberto Ascari e Giuseppe Farina, e em Aix-des-Bains, e chegou em 3º lugar no Grand Prix de Pau. Ao final do ano, sofreu um sério acidente quando liderava a Carrera Panamericana, no México, ao volante de um Simca Gordini, com sete costelas quebradas e várias concussões.
Em 1953 obteve o 3º lugar em Cadours na F 2, ao passo que na F 1 teve como melhor resultado um 6º lugar no Grande Prêmio da Argentina, terminando a temporada sem pontuar. E no ano seguinte novamente seu melhor resultado não passou de um 6º lugar, desta vez no Grande Prêmio da França, em Reims. No Grande Prêmio da Grã-Bretanha, contudo, estabeleceu a melhor volta da prova; todavia, como esse tempo foi igualado por outros seis pilotos, Behra recebeu apenas 0,14 ponto pelo evento. Entretanto, na prova extra-campeonato de F 1 disputada em Pau, Behra vence de forma espetacular, precedendo a Ferrari de Maurice Trintignant por apenas 2 décimos de segundo, após ultrapassá-lo nas voltas finais da corrida depois de uma grande recuperação.
À falta de competitividade dos Gordini somou-se a diminuição das atividades da equipe, razão pela qual Behra assinou contrato com a Maserati em 1955. Com o novo carro, a temporada foi bem melhor. Behra venceu novamente em Pau e em Bordeaux, provas extra-campeonato de F 1. Na F 1 obteve o 3º lugar em Mônaco, dividindo o carro com Cesare Perdisa, o 4º lugar na Itália e o 5º lugar na Bélgica, em dupla com Roberto Mieres; terminou o ano na 9ª colocação no campeonato. E no Mundial de Marcas, venceu o Gran Premio Supercortemaggiore, em Monza, em dupla com Luigi Musso. No Tourist Trophy, porém, sofreu um grave acidente, que o afastou das pistas pelo resto da temporada.

### 1956-1958
Em 1956, já recuperado do acidente no Tourist Trophy, Behra disputou sua melhor temporada na F 1. Ao volante da Maserati, conseguiu o 2º lugar na Argentina e o 3º lugar em Mônaco, na França, na Inglaterra e na Alemanha. Apesar de não ter vencido nenhuma prova no Mundial, sua regularidade fez com que chegasse à Itália, última prova da temporada, com chances de ser campeão mundial; uma quebra do sistema de ignição de seu carro, contudo, forçou-o a abandonar a corrida, deixando-o na 4ª colocação ao final do campeonato. No Mundial de Marcas, obteve o 3º lugar nos 1000km de Buenos Aires, correndo com José Froilán González.
Para a temporada seguinte, Behra dividiu-se entre a BRM e a Maserati; novamente fez uma boa sessão. No Mundial de F 1, chegou em 2º lugar na Argentina; porém venceu as provas extra-campeonato de Pau, Caen, Silverstone, Modena e Marrocos, além de terminar em 2º lugar em Reims. No Mundial de Marcas, venceu as 12 Horas de Sebring, em dupla com Juan Manuel Fangio, e o GP Sverige, com Stirling Moss, e foi 2º colocado nos 1000 km de Buenos Aires, com o argentino Carlos Menditeguy. Sofreu novo acidente, desta vez sem maior gravidade, testando uma Maserati para a Mille Miglia.
Em 1958 chegou em 5º lugar na Argentina, com a Maserati; a partir daí, correu com a BRM nas demais provas do Mundial da F 1, obtendo um 3º lugar na Holanda e um 4º lugar em Portugal. No Mundial de Marcas, passou a correr pela Porsche: foi 2º colocado na Targa Florio, com Giorgio Scarlatti, e 3º colocado em Buenos Aires, com Moss, e nas 24 Horas de Le Mans, com Hans Hermann. E pela F 2, venceu em Reims e em Avus. Venceu também a subida de Mont Ventoux.

### 1959
Para a temporada de 1959 a Ferrari havia perdido seus pilotos; Mike Hawthorn, campeão de 1958, havia abandonado as pistas, ao passo que Peter Collins e Luigi Musso haviam morrido em acidentes em Nürburgring e Reims, respectivamente. Por isso, a renovação da equipe veio com a contratação de Behra e do inglês Tony Brooks, que havia se destacado no ano anterior com um Vanwall. Em Aintree, prova extra-campeonato de F 1, Behra venceu pela primeira vez com o carro italiano, chegando 10 segundos à frente de Brooks. Em Mônaco, largou em 2º lugar e liderou a prova por 21 voltas, até abandonar com problemas mecânicos. Na Holanda, porém, marcou seus primeiros pontos, com um 5º lugar. Pelo Mundial de Marcas, conseguiu o 2º lugar em Sebring, correndo com Cliff Allison. A próxima etapa da F 1 válida pelo Mundial foi disputada na França; em Reims, Behra superou a marca de 51 grandes prêmios disputados por Fangio, tornando-se o piloto com maior número de participações em grandes prêmios até então. Correndo diante de sua torcida, teve uma má largada, mas se recuperou de forma extraordinária, a ponto de disputar a 2ª posição com Phil Hill, quando o motor de sua Ferrari explodiu. Ao chegar aos boxes, Behra teve uma violenta discussão com o diretor esportivo da equipe, Romolo Tavoni, que o acusou de ter forçado deliberadamente o carro, causando o abandono; o piloto, por sua vez, acusou a equipe de fornecer-lhe equipamento inferior ao de seus colegas. A discussão terminou com um soco do francês no italiano. Tomando conhecimento do ocorrido, Enzo Ferrari demitiu Behra no mesmo dia.
Após a saída da equipe italiana, Behra, após tentar, sem sucesso, adquirir uma Ferrari para prosseguir no Mundial como piloto privado, voltou para a Porsche, com quem estava desenvolvendo um protótipo próprio, o Behra-Porsche, para correr na categoria esporte. O carro foi apresentado para disputar uma corrida dessa categoria, realizada como preliminar do Grande Prêmio da Alemanha, em Avus, no dia 1 de agosto. Na quarta volta, porém, quando corria em 3º lugar, atrás de Wolfgang Von Trips e de Joakim Bonnier, o francês derrapou na pista úmida e chocou-se contra um poste; o choque matou-o instantaneamente.

## Legado
O funeral de Behra, em Nice, foi acompanhado por mais de três mil pessoas. Sua morte interrompeu a renovação que o próprio Behra havia iniciado no automobilismo francês, deixando apenas o veterano Trintignant, já no final de sua carreira, como representante gaulês nas principais pistas do mundo. Levaria quase dez anos para uma nova geração de pilotos franceses surgir no cenário internacional, tendo em Jean-Pierre Beltoise, Henri Pescarolo, Johnny Servoz-Gavin e François Cevert os principais nomes.
Behra deixou um filho, Jean-Paul, que também correu na Fórmula 3 francesa e em provas de turismo.
O circuito de Magny-Cours, um dos palcos do Grande Prêmio da França, levou o nome de Jean Behra entre 1961 e 1989.

## Fórmula 1[1]
(legenda) (Corrida em itálico indica volta mais rápida)
| Ano  | Equipe                    | Chassis           | Motor        | 1       | 2       | 3       | 4       | 5       | 6       | 7       | 8       | 9       | 10      | 11      | Pontos | Posição  |
| ---- | ------------------------- | ----------------- | ------------ | ------- | ------- | ------- | ------- | ------- | ------- | ------- | ------- | ------- | ------- | ------- | ------ | -------- |
| 1952 | Equipe Gordini            | Gordini Type 16   | Gordini L6   | SUI 3   | 500     | BEL Ret | FRA 7   | GBR     | ALE 5   | HOL Ret | ITA Ret |         |         |         | 6      | 11º      |
| 1953 | Equipe Gordini            | Gordini Type 16   | Gordini L6   | ARG 6   | 500     | HOL     | BEL Ret | FRA 10  | GBR Ret | ALE Ret | SUI Ret | ITA     |         |         | 0      | NC (21º) |
| 1954 | Equipe Gordini            | Gordini Type 16   | Gordini L6   | ARG DSQ | 500     | BEL Ret | FRA 6   | GBR Ret | ALE 10  | SUI Ret | ITA Ret | ESP Ret |         |         | 0,14   | 26º      |
| 1955 | Officine Alfieri Maserati | Maserati 250F     | Maserati L6  | ARG 6*  | MON 3†  | 500     | BEL 5 ‡ | HOL 6   | GBR Ret | ITA 4   |         |         |         |         | 6      | 9º       |
| 1956 | Officine Alfieri Maserati | Maserati 250F     | Maserati L6  | ARG 2   | MON 3   | 500     | BEL 7   | FRA 3   | GBR 3   | ALE 3   | ITA Ret |         |         |         | 22     | 4º       |
| 1957 | Officine Alfieri Maserati | Maserati 250F     | Maserati L6  | ARG 2   | MON     | 500     | FRA 6   | GBR Ret | ALE 6   | PES Ret |         |         |         |         | 6      | 11º      |
| 1957 | Officine Alfieri Maserati | Maserati 250F     | Maserati V12 |         |         |         |         |         |         |         | ITA Ret |         |         |         | 6      | 11º      |
| 1958 | Ken Kavanagh              | Maserati 250F     | Maserati L6  | ARG 5   |         |         |         |         |         |         |         |         |         |         | 9      | 11º      |
| 1958 | Owen Racing Organisation  | BRM P25           | BRM L4       |         | MON Ret | HOL 3   | 500     | BEL Ret | FRA Ret | GBR Ret | ALE Ret | POR 4   | ITA Ret | MAR Ret | 9      | 11º      |
| 1959 | Scuderia Ferrari          | Ferrari Dino 246  | Ferrari V6   | MON Ret | 500     | HOL 5   | FRA Ret | GBR     |         |         |         |         |         |         | 2      | 17º      |
| 1959 | Jean Behra                | Behra-Porsche RSK | Porsche F4   |         |         |         |         |         | ALE DNS | POR     | ITA     | EUA     |         |         | 2      | 17º      |

* Carro dividido com Harry Schell
† Carro dividido com Cesare Perdisa
‡ Carro dividido com Roberto Mieres

### 24 Horas de Le Mans[2]
| Ano  | Equipe                    | Nº | Co-Pilotos                  | Chassi                 | Pneus | Classe | Voltas | Posição | Posição Na Categoria |
| Ano  | Equipe                    | Nº | Co-Pilotos                  | Motor                  | Pneus | Classe | Voltas | Posição | Posição Na Categoria |
| ---- | ------------------------- | -- | --------------------------- | ---------------------- | ----- | ------ | ------ | ------- | -------------------- |
| 1950 | Automobiles Gordini       | 35 | Roger Loyer                 | Simca Gordini T15S     | D     | S 1.5  | 50     | DNF     | DNF                  |
| 1950 | Automobiles Gordini       | 35 | Roger Loyer                 | Gordini 1.5L I4        | D     | S 1.5  | 50     | DNF     | DNF                  |
| 1951 | Equipe Gordini            | 39 | Maurice Trintignant         | Simca Gordini T15S     | D     | S 1.5  | 49     | DNF     | DNF                  |
| 1951 | Equipe Gordini            | 39 | Maurice Trintignant         | Gordini 1.5L I4        | D     | S 1.5  | 49     | DNF     | DNF                  |
| 1952 | Automobiles Gordini       | 34 | Robert Manzon               | Gordini T15S           | E     | S 3.0  | 136    | DNF     | DNF                  |
| 1952 | Automobiles Gordini       | 34 | Robert Manzon               | Gordini 2.3L I6        | E     | S 3.0  | 136    | DNF     | DNF                  |
| 1953 | Automobiles Gordini       | 36 | Roberto Mières              | Gordini T15S           | E     | S 3.0  | 84     | DNF     | DNF                  |
| 1953 | Automobiles Gordini       | 36 | Roberto Mières              | Gordini 2.3L I6        | E     | S 3.0  | 84     | DNF     | DNF                  |
| 1954 | Equipe Gordini            | 19 | André Simon                 | Gordini T24S           | E     | S 3.0  | 76     | DNF     | DNF                  |
| 1954 | Equipe Gordini            | 19 | André Simon                 | Gordini 3.0L S8        | E     | S 3.0  | 76     | DNF     | DNF                  |
| 1955 | Officine Alfieri Maserati | 16 | Luigi Musso Luigi Valenzano | Maserati 300S          | P     | C1     | 239    | DNF     | DNF                  |
| 1955 | Officine Alfieri Maserati | 16 | Luigi Musso Luigi Valenzano | Maserati 3.0L I6       | P     | C1     | 239    | DNF     | DNF                  |
| 1956 | Automobiles Talbot        | 17 | Louis Rosier                | Talbot-Lago Sport 2500 | D     | S 3.0  | 220    | DNF     | DNF                  |
| 1956 | Automobiles Talbot        | 17 | Louis Rosier                | Maserati 2.5L I6       | D     | S 3.0  | 220    | DNF     | DNF                  |
| 1957 | Officine Alfieri Maserati | 2  | André Simon                 | Maserati 450S Spyder   | P     | S 5000 | 28     | DNF     | DNF                  |
| 1957 | Officine Alfieri Maserati | 2  | André Simon                 | Maserati 4.5L V8       | P     | S 5000 | 28     | DNF     | DNF                  |
| 1958 | Porsche KG                | 29 | Hans Herrmann               | Porsche 718 RSK Spyder | C     | S 2000 | 291    | 3º      | 3º                   |
| 1958 | Porsche KG                | 29 | Hans Herrmann               | Porsche 1.6L Flat-4    | C     | S 2000 | 291    | 3º      | 3º                   |
| 1959 | Konrad Motorsport         | 12 | Dan Gurney                  | Ferrari 250 TR59       | D     | S 3.0  | 129    | DNF     | DNF                  |
| 1959 | Konrad Motorsport         | 12 | Dan Gurney                  | Ferrari 3.0L V12       | D     | S 3.0  | 129    | DNF     | DNF                  |